# Alvesta station
Alvesta station är en järnvägsstation i Alvesta. Stationen invigdes 1909 och är en av landets viktigaste knutpunkter för järnväg, då den sammanbinder Södra stambanan mellan Malmö och Stockholm med Kust till kust-banan mellan Göteborg och Kalmar/Karlskrona.

## Stationsbyggnaden
Stationshuset, som är ett byggnadsminne, huserar ett antikvariat, en utställningshall och en pressbyrå.